# Liste der Staatsoberhäupter 1629
Übersicht
◄◄ | ◄ | 1625 | 1626 | 1627 | 1628 | Liste der Staatsoberhäupter 1629 | 1630 | 1631 | 1632 | 1633 | ► | ►►

Weitere Ereignisse

## Afrika
- Äthiopien
  - Kaiser (Negus Negest): Sissinios (1607–1632)

- Bamum (im heutigen Kamerun)
  - König: Ngapina (1590–1629)
  - König: Ngouloure (1629–1672)

- Bornu (im heutigen Niger) Sefuwa-Dynastie
  - König/Mai: Umar (1619–1639)

- Dahomey
  - König: Dakodonu (1620–1645)

- Jolof (im heutigen Senegal)
  - Buur-ba Jolof: Birayma Penda (1605–1649)

- Kano
  - König: Kutumbi (1623–1648)

- Kongo
  - Mani-Kongo: Ambrosio (1626–1631)

- Marokko (Saadier)
  - Fès
    - Sultan: Ahmad ibn Zaydan (1626–1641)

  - Marrakesch
    - Sultan: Abd al-Malik II. (1623–1631) (1623–1626 Sultan in Fès)

- Munhumutapa-Reich
  - Herrscher: Nyambo Kapararidze (1623–1629)
  - Herrscher: Mavura Mhande Felipe (1629–1652)

- Ruanda
  - König: Mutara I. (1624–1648)

- Sultanat von Sannar (im heutigen Sudan)
  - Sultan: Rabat I. (1616/17–1644/45)

## Amerika
- Brasilien
  - Generalgouverneur: Diogo Luís de Oliveira (1626–1635)

- Vizekönigreich Neuspanien
  - Vizekönig: Rodrigo Pacheco y Osorio (1624–1635)

- Vizekönigreich Peru
  - Vizekönig: Diego Fernández de Córdoba (1622–1629) (1612–1621 Vizekönig von Neuspanien)
  - Vizekönig: Luis Jerónimo de Cabrera (1629–1639)

## Asien
- Birma
  - Arakan
    - König: Thiri Thudhamma (1622–1638)

  - Taungu
    - König: Thalun (1629–1648)

- Brunei
  - Sultan: Abdul Jailul Akhbar (1619–1649)

- China (Ming-Dynastie)
  - Kaiser: Chongzhen (1627–1644)

- Georgien
  - Imeretien
    - König: Giorgi III. (1605–1639)

  - Kachetien
    - König: Teimuras I (1605–1614, 1615–1616, 1623–1633, 1636–1648)

  - Kartlien
    - König: Simon II. (1619–1629)
    - König: Teimuras I. (1629–1634) (1605–1614, 1615–1616, 1623–1633, 1636–1648 König von Kachetien)

  - Mingrelien
    - Fürst: Levan II. Dadiani (1611–1657)

- Indien
  - Ahom (Assam)
    - König: Susenghphaa (1603–1641)

  - Dekkan-Sultanate (in Zentralindien)
    - Ahmadnagar
      - Sultan: Burhan Nizam Shah III. (1610–1631)

    - Bijapur
      - Sultan: Mohammed Adil Shah  (1627–1656)

    - Golkonda (Qutub-Schahi-Dynastie)
      - Sultan: Abdullah Qutb Shah (1626–1672)

  - Madurai
    - Nayak: Thirumalai Nayak (1623–1659)

  - Mogulreich
    - Großmogul: Shah Jahan (1627–1657)

  - Mysore
    - Maharaja: Chamaraja Wodeyar V. (1617–1637)

  - Portugiesisch-Indien
    - Vizekönig: Luís de Brito e Meneses (1628–1629)
    - Interim-Regierungsrat: Nuno Álvares Botelho, D. Lourenço da Cunha, Gonçalo Pinto da Fonseca (1629)
    - Vizekönig: Miguel de Noronha (1629–1635)

  - Vijayanagar
    - König: Rama Deva Raya (1617–1632)

- Indonesien
  - Aceh
    - Sultan: Iskandar I. Muda (1607–1636)

  - Johor
    - Sultan: Abdul Jalil Shah III. (1623–1677)

  - Niederländisch-Indien
    - Generalgouverneur: Jan Pieterszoon Coen (1619–1623, 1627–1629)
    - Generalgouverneur: Jacques Specx (1629–1632)

- Japan
  - Kaiser (Tennō): Go-Mizunoo (1611–1629)
  - Kaiserin: Meishō (1629–1643)
  - Shōgun: Tokugawa Iemitsu (1623–1651)

- Kambodscha
  - König: Outey (1628–1630)

- Kasachen-Khanat
  - Khan: Jangir Khan (1628–1652)

- Korea (Joseon-Dynastie)
  - König: Injo (1623–1649)

- Lan Xang (im heutigen Laos)
  - König: Mom Kaeo (1627–1633)

- Mandschu
  - Großkhan: Huang Taiji (1626–1643)

- Nepal
  - Bhaktapur
    - König: Jagajjyoti Malla (1613–1637)

  - Kantipur
    - König: Lakshminarasimha Malla (1620–1641)

  - Lalitpur
    - König: Siddhi Narasimha (1620–1661)

- Persien (Safawiden-Dynastie)
  - Schah: Abbas I. (1587–1629)
  - Schah: Safi I. (1629–1642)

- Philippinen
  - Maguindanao
    - Sultan: Muhammad Dipatuan Kudarat (1619–1671) (1645–1648 Sultan von Sulu)

  - Sulu
    - Sultan: Muwallil Wasit (1610–1650)

- Sri Lanka
  - Kandy
    - König: Senarat (1604–1629)
    - König: Rajasinha II.  (1629–1687)

  - Portugiesisch-Ceylon (Ceilaõ)
    - Generalgouverneur: Constantino de Sá de Noronha  (1618–1622, 1623–1630)

- Thailand (Ayutthaya)
  - König: Chetthathirat (1628–1629)
  - König: Athittayawong (1629)
  - König: Prasat Thong (1629–1656)

- Vietnam
  - Cao Bằng (Mạc-Dynastie)
    - Herrscher: Mạc Kính Khoan (1623–1638)

  - Champa
    - König: Po Ramé (1627–1644)

  - Lê-Dynastie
    - König: Lê Thần Tông (1619–1643, 1649–1662)

  - Nguyen (im Süden Vietnams)
    - Herrscher: Nguyen Phuc Nguyen (1613–1635)

  - Trinh
    - Herrscher: Trịnh Tráng (1623–1657)

## Europa
- Andorra
  - Co-Fürsten:
    - König von Frankreich: Ludwig XIII. (1610–1643)
    - Bischof von Urgell: Antoni Pérez (1627–1633)

- Dänemark und Norwegen
  - König: Christian IV. (1588–1648)

- England, Irland und Schottland
  - König: Karl I. (1625–1649)

- Frankreich
  - König: Ludwig XIII. (1610–1643)

- Heiliges Römisches Reich
  - König und Kaiser: Ferdinand II. (1619–1637) (1617–1619, 1620–1637 König von Böhmen, 1619–1637 Erzherzog von Österreich, 1619–1637 König von Ungarn)
    - Fürsterzbistum Köln
      - Kurfürst: Ferdinand von Bayern (1612–1650) (1612–1650 Bischof von Hildesheim, 1612–1650 Bischof von Lüttich, 1612–1650 Bischof von Münster, 1618–1650 Bischof von Paderborn, 1594–1650 Propst von Berchtesgaden, 1612–1650 Abt von Stablo-Malmedy)

    - Fürsterzbistum Mainz
      - Kurfürst: Georg Friedrich von Greiffenclau zu Vollrads (1626–1629) (1616–1629 Bischof von Worms)
      - Kurfürst: Anselm Casimir Wambolt von Umstadt (1629–1647)

    - Fürsterzbistum Trier
      - Kurfürst: Philipp Christoph von Sötern (1623–1652) (1610–1652 Bischof von Speyer)

    - Königreich Böhmen
      - Kurfürst: Ferdinand II. (1617–1619, 1620–1637) (1619–1637 Kaiser, 1619–1637 Erzherzog von Österreich, 1618–1637 König von Ungarn)

    - Markgrafschaft Brandenburg
      - Kurfürst: Georg Wilhelm (1619–1640) (1619–1640 Herzog von Preußen)

    - Pfalzgrafschaft bei Rhein
      - Kurfürst: Maximilian I. von Bayern (1623–1648) (1597–1648 Herzog von Bayern, 1648–1651 Kurfürst von Bayern)

    - Herzogtum Sachsen
      - Kurfürst: Johann Georg I. (1611–1656)

  - geistliche Reichsfürsten
    - Hochstift Augsburg
      - Bischof: Heinrich V. von Knöringen (1599–1646)

    - Hochstift Bamberg
      - Bischof: Johann Georg II. Fuchs von Dornheim (1623–1633)

    - Hochstift Basel
      - Bischof: Johann Heinrich von Ostein (1628–1646)

    - Fürstpropstei Berchtesgaden
      - Propst: Ferdinand von Bayern (1594–1650) (1612–1650 Erzbischof von Köln, 1612–1650 Bischof von Hildesheim, 1612–1650 Bischof von Lüttich, 1612–1650 Bischof von Münster, 1618–1650 Bischof von Paderborn, 1612–1650 Abt von Stablo-Malmedy)

    - Erzstift Besançon
      - Erzbischof: Ferdinand de Rye (1586–1636)

    - Erzstift Bremen (1567–1648 evangelische Administratoren)
      - Administrator: Johann Friedrich von Schleswig-Holstein-Gottorf (1596–1634) (1607–1634 Administrator von Lübeck, 1631–1634 Administrator von Verden)

    - Hochstift Brixen
      - Bischof: Wilhelm von Welsperg (1629–1641)

    - Erzstift Cambrai
      - Erzbischof: François van der Burch (1615–1644)

    - Hochstift Cammin (1557–1650 evangelische Administratoren)
      - Administrator: Bogislaw von Pommern (1623–1637) (1622–1625 Herzog von Pommern-Stettin, 1625–1637 Herzog von Pommern)

    - Hochstift Chur
      - Bischof: Joseph Mohr von Zernetz (1627–1635)

    - Abtei Corvey
      - Abt: Johann Christoph von Brambach (1624–1638)

    - Balleien des Deutschen Ordens
      - Hoch- und Deutschmeister: Johann Kaspar von Stadion (1627–1641)

    - Hochstift Eichstätt
      - Bischof: Johann Christoph von Westerstetten (1612–1637) (1603–1613 Propst von Ellwangen)

    - Fürstpropstei Ellwangen
      - Propst: Johann Jakob Blarer von Wartensee (1621–1654)

    - Hochstift Freising
      - Bischof: Veit Adam von Gepeckh (1618–1651)

    - Abtei Fulda
      - Abt: Johann Bernhard Schenk zu Schweinsberg (1623–1632)

    - Hochstift Halberstadt
      - Administrator: Leopold Wilhelm von Österreich (1628–1648) (1631–1638 Erzbischof von Magdeburg, 1641–1662 Hochmeister des Deutschen Ordens, 1626–1662 Bischof von Passau, 1626–1662 Bischof von Straßburg)

    - Hochstift Hildesheim
      - Bischof: Ferdinand von Bayern (1612–1650) (1612–1650 Erzbischof von Köln, 1612–1650 Bischof von Lüttich, 1612–1650 Bischof von Münster, 1618–1650 Bischof von Paderborn, 1594–1650 Propst von Berchtesgaden, 1612–1650 Abt von Stablo-Malmedy)

    - Fürststift Kempten
      - Abt: Johann Eucharius von Wolffurt (1616–1631)

    - Hochstift Konstanz
      - Bischof: Johann von Waldburg (1627–1644)

    - Hochstift Lübeck (1555–1803 evangelische Administratoren)
      - Administrator: Johann Friedrich von Schleswig-Holstein-Gottorf (1607–1634) (1596–1634 Administrator von Bremen, 1631–1634 Administrator von Verden)

    - Hochstift Lüttich
      - Bischof: Ferdinand von Bayern (1612–1650) (1612–1650 Erzbischof von Köln, 1612–1650 Bischof von Hildesheim, 1612–1650 Bischof von Münster, 1618–1650 Bischof von Paderborn, 1594–1650 Propst von Berchtesgaden, 1612–1650 Abt von Stablo-Malmedy)

    - Erzstift Magdeburg (1566–1631, 1638–1680 evangelische Administratoren)
      - Administrator: Christian Wilhelm von Brandenburg (1598–1631) (1625–1628 Administrator von Halberstadt)

    - Hochstift Minden
      - Sedisvakanz (1625–1631)

    - Hochstift Münster
      - Bischof: Ferdinand von Bayern (1612–1650) (1612–1650 Erzbischof von Köln, 1612–1650 Bischof von Hildesheim, 1612–1650 Bischof von Lüttich, 1618–1650 Bischof von Paderborn, 1594–1650 Propst von Berchtesgaden, 1612–1650 Abt von Stablo-Malmedy)

    - Hochstift Osnabrück
      - Bischof: Franz Wilhelm von Wartenberg (1625–1661) (1631–1648 Bischof von Minden, 1649–1661 Bischof von Regensburg, 1630–1631 Bischof von Verden)

    - Hochstift Paderborn
      - Bischof: Ferdinand von Bayern (1618–1650) (1612–1650 Erzbischof von Köln, 1612–1650 Bischof von Hildesheim, 1612–1650 Bischof von Lüttich, 1612–1650 Bischof von Münster, 1594–1650 Propst von Berchtesgaden, 1612–1650 Abt von Stablo-Malmedy)

    - Hochstift Passau
      - Bischof: Leopold Wilhelm von Österreich (1626–1662) (1631–1638 Erzbischof von Magdeburg, 1641–1662 Hochmeister des Deutschen Ordens, 1628–1648 Bischof von Halberstadt, 1626–1662 Bischof von Straßburg)

    - Hochstift Ratzeburg (1554–1648 evangelische Administratoren)
      - Administrator: August I. von Braunschweig-Lüneburg (1610–1636) (1633–1636 Herzog von Braunschweig-Lüneburg)

    - Hochstift Regensburg
      - Bischof: Albert von Toerring-Stein (1613–1649)

    - Erzstift Salzburg
      - Erzbischof: Paris von Lodron (1619–1653)

    - Hochstift Schwerin (1533–1648 evangelische Administratoren)
      - Administrator: Ulrich III. von Dänemark (1624–1633)

    - Hochstift Speyer
      - Bischof: Philipp Christoph von Sötern (1610–1652) (1623–1652 Erzbischof von Trier)

    - Abtei Stablo-Malmedy
      - Abt: Ferdinand von Bayern (1612–1650) (1612–1650 Erzbischof von Köln, 1612–1650 Bischof von Hildesheim, 1612–1650 Bischof von Lüttich, 1612–1650 Bischof von Münster, 1618–1650 Bischof von Paderborn, 1594–1650 Propst von Berchtesgaden)

    - Hochstift Straßburg
      - Bischof: Leopold Wilhelm von Österreich (1626–1662) (1631–1638 Erzbischof von Magdeburg, 1641–1662 Hochmeister des Deutschen Ordens, 1628–1648 Bischof von Halberstadt, 1626–1662 Bischof von Passau)

    - Hochstift Trient
      - Bischof: Carlo Gaudenzio Madruzzo (1600–1629)
      - Bischof: Carlo Emanuele Madruzzo (1629–1658)

    - Hochstift Verden (1568–1630 und 1634–1648 evangelische Administratoren)
      - Administrator: Friedrich von Dänemark (1623–1629, 1634–1644) (1648–1670 König von Dänemark und Norwegen, 1634–1648 Administrator von Bremen)

    - Hochstift Worms
      - Bischof: Georg Friedrich von Greiffenclau zu Vollrads (1616–1629) (1626–1629 Erzbischof von Mainz)
      - Bischof: Georg Anton von Rodenstein (1629–1652)

    - Hochstift Würzburg
      - Bischof: Philipp Adolf von Ehrenberg (1623–1631)

  - weltliche Reichsfürsten
    - Fürstentum Anhalt
      - Anhalt-Bernburg
        - Fürst: Christian I. (1603–1630)

      - Anhalt-Dessau
        - Fürst: Johann Kasimir (1618–1660)

      - Anhalt-Köthen
        - Fürst: Ludwig I. (1603–1650)

      - Anhalt-Plötzkau
        - Fürst: August (1611–1653)

      - Anhalt-Zerbst
        - Fürst: Johann VI. (1621–1667)

    - Arenberg
      - Fürst: Philipp Karl (1616–1640)

    - Markgrafschaft Baden
      - Baden-Baden
        - Markgraf: Wilhelm (1622–1677)

      - Baden-Durlach
        - Markgraf: Friedrich V. (1622–1659)

      - Baden-Rodemachern
        - Markgraf: Hermann Fortunat (1620–1665)

    - Bayern
      - Herzog: Maximilian I. (1597–1651) (ab 1648 Kurfürst, 1623–1648 Kurfürst der Pfalz)

    - Brandenburg-Ansbach
      - Markgraf: Friedrich III. (1625–1634) (1625–1634 unter Vormundschaft seiner Mutter)
        - Regentin: Sophie von Solms-Laubach (1625–1634)

    - Brandenburg-Bayreuth
      - Markgraf: Christian (1603–1655)

    - Braunschweig-Lüneburg
      - Herzog: Christian (1611–1633) (1599–1625 Administrator von Minden)

    - Braunschweig-Wolfenbüttel
      - Herzog: Friedrich Ulrich (1613–1634)

    - Hessen-Darmstadt
      - Landgraf: Georg II. (1626–1661)

    - Hessen-Kassel
      - Landgraf: Wilhelm V. (1627–1637)

    - Hohenzollern-Hechingen
      - Fürst: Eitel Friedrich II. (1623–1661)

    -  Hohenzollern-Sigmaringen
      - Fürst: Johann (1605–1638) (bis 1623 Graf)

    - Jülich und Berg
      - Herzog: Wolfgang Wilhelm (1614–1653) (1614–1653 Herzog von Pfalz-Neuburg)

    - Leuchtenberg
      - Landgraf: Maximilian Adam (1621–1646)

    - Liechtenstein
      - Fürst: Karl Eusebius (1627–1684)

    - Lothringen
      - Herzog: Karl IV. (1625–1634, 1661–1675)

    - Herzogtum Mecklenburg
      - Herzog: Albrecht VIII. Wallenstein (1628–1631)

    - Österreich
      - Erzherzog: Ferdinand II. (1619–1637) (1619–1637 Kaiser, 1617–1619, 1620–1637 König von Böhmen, 1619–1637 König von Ungarn)

    - Pfalz-Neuburg
      - Graf: Wolfgang Wilhelm (1614–1653) (1614–1653 Herzog von Jülich und Berg)

    - Pfalz-Veldenz
      - Herzog: Georg Gustav (1592–1634)

    - Pfalz-Zweibrücken
      - Herzog: Johann II. (1604–1635)

    - Herzogtum Pommern
      - Herzog: Bogislaw XIV. (1625–1637) (1620–1625 Herzog von Pommern-Stettin, 1623–1637 Administrator von Cammin)

    - Herzogtum Sachsen
      - Sachsen-Altenburg
        - Herzog: Johann Philipp (1603–1639)

      - Sachsen-Coburg
        - Herzog: Johann Casimir (1586–1633)

      - Sachsen-Eisenach
        - Herzog: Johann Ernst (1596–1638)

      - Sachsen-Weimar
        - Herzog: Wilhelm IV. (1620–1662)

    - Sachsen-Lauenburg
      - Herzog: August (1619–1656)

    - Schleswig-Holstein-Gottorf
      - Herzog: Friedrich III. (1616–1659)

    - Schleswig-Holstein-Ærø
      - Herzog: Christian (1622–1633)

    - Schleswig-Holstein-Sonderburg
      - Herzog: Johann Christian (1627–1653)

    - Schleswig-Holstein-Sonderburg-Augustenburg
      - Herzog: Ernst Günther (1627–1689)

    - Schleswig-Holstein-Sonderburg-Beck
      - Herzog: August Philipp (1627–1675)

    - Schleswig-Holstein-Sonderburg-Glücksburg
      - Herzog: Philipp (1622–1663)

    - Schleswig-Holstein-Sonderburg-Norburg
      - Herzog: Friedrich (1624–1658)

    - Schleswig-Holstein-Sonderburg-Plön
      - Herzog: Joachim Ernst (1622–1671)

    - Schleswig-Holstein-Sonderburg-Wiesenburg
      - Herzog: Philipp Ludwig (1627–1689)

    - Württemberg
      - Herzog: Eberhard III. (1628–1674)

  - sonstige Reichsstände (Auswahl)
    - Hanau-Lichtenberg
      - Graf: Philipp Wolfgang (1625–1641)

    - Hanau-Münzenberg
      - Graf: Philipp Moritz (1612–1638) (1612–1626 unter Vormundschaft)

    - Hohenzollern-Haigerloch
      - Graf: Karl (1620–1634)

    - Lippe
      - Lippe-Biesterfeld
        - Graf: Jobst Hermann (1627–1678)

      - Lippe-Brake
        - Graf: Otto (1621–1657)

      - Lippe-Detmold
        - Graf: Simon Ludwig (1627–1636)

    - Nassau
      - Ottonische Linie
        - Nassau-Diez
          - Graf: Ernst Casimir (1607–1632) (1620–1632 Statthalter von Friesland, 1625–1632 Statthalter von Groningen und Drenthe)

        - Nassau-Dillenburg
          - Graf: Ludwig Heinrich (1623–1662) (ab 1654 Fürst)

        - Nassau-Hadamar
          - Graf: Johann Ludwig (1607–1653) (ab 1650 Fürst)

        - Nassau-Siegen (katholische Linie)
          - Graf: Johann VIII. (1623–1638)

        - Nassau-Siegen (reformierte Linie)
          - Graf: Johann Moritz (1623–1679) (ab 1652 Fürst)
          - Graf: Georg Friedrich (1623–1674) (ab 1664 Fürst)
          - Graf: Heinrich (1623–1652)

        - Nassau-Siegen-Hilchenbach
          - Graf: Wilhelm (1623–1642)

      - Walramische Linie
        - Nassau-Idstein (von Nassau-Saarbrücken-Weilburg abgespalten)
          - Graf: Johann (1629–1677) (1627–1629 Graf von Nassau-Saarbrücken-Weilburg)

        - Nassau-Saarbrücken und Nassau-Weilburg (Aufteilung in Nassau-Saarbrücken-Weilburg und Nassau-Idstein)
          - Graf: Wilhelm Ludwig (1627–1632) (1632–1640 Graf von Nassau-Saarbrücken)
          - Graf: Johann (1627–1629)  (1629–1677 Graf von Nassau-Idstein)
          - Graf: Otto (1627–1632) (Herrschaft Kirchheim) (bis 1632 unter Vormundschaft von Wilhelm Ludwig)
          - Graf: Ernst Casimir (1627–1632) (bis 1632 unter Vormundschaft von Wilhelm Ludwig) (1632–1655 Graf von Nassau-Weilburg)

    - Oldenburg
      - Graf: Anton Günther (1603–1667)

    - Ortenburg
      - Graf: Friedrich Casimir (1627–1658)

    - Ostfriesland
      - Graf: Ulrich II. (1628–1648)

    - Reuß
      - Reuß ältere Linie
        - Reuß-Burgk
          - Herr: Heinrich II. (1608–1639)

        - Reuß-Döhlau
          - Herr: Heinrich IV. (1616–1636) (1608–1616 Herr von Reuß-Burgk)

        - Reuß-Obergreiz
          - Herr: Heinrich IV. (1625–1629) (1604–1616 Herr von Reuß-Untergreiz, 1616–1625 Herr von Reuß-Greiz)
          - Herr: Heinrich I. (1629–1681)

        - Reuß-Untergreiz
          - Herr: Heinrich V. (1604–1616, 1625–1667) (1616–1625 Herr von Reuß-Greiz, 1643–1667 Herr von Reuß-Burgk)

      - Reuß jüngere Linie
        - Reuß-Gera
          - Herr: Heinrich II. (1572–1635)

    - Schaumburg und Holstein-Pinneberg
      - Graf: Jobst Hermann (1622–1635)

    - Schwarzburg-Rudolstadt
      - Graf: Karl Günther (1605–1630) (In Rudolstadt)
      - Graf: Albrecht Günther (1612–1634) (in Frankenhausen)

    - Schwarzburg-Sondershausen (gemeinsame Herrschaft)
      - Graf: Günther XLII. (1586–1643)
      - Graf: Anton Heinrich (1586–1638)
      - Graf: Johann Günther II. (1586–1631)
      - Graf: Christian Günther I. (1586–1642)

    - Waldeck-Eisenberg
      - Graf: Wolrad IV. (1607–1640) (1588–1607 Graf von Waldeck)

    - Waldeck-Wildungen
      - Graf: Christian (1607–1637) (1588–1607 Graf von Waldeck)

- Italienische Staaten
  - Genua
    - Doge: Giovanni Luca Chiavari (1627–1629)
    - Doge: Andrea Spinola (1629–1631)

  - Guastalla
    - Herzog: Ferrante II. Gonzaga (1575–1632) (bis 1621 Graf)

  - Kirchenstaat
    - Papst Urban VIII. (1623–1644)

  - Mailand (1535–1706 zu Spanien)
    - Herzog: Philipp IV. von Spanien (1621–1665)
      - Gouverneur: Gonzalo Fernández de Córdoba (1625–1629)
      - Gouverneur: Ambrosio Spinola Doria, Marqués de los Balbases (1629–1630)

  - Mantua (1628–1361 Mantuanischer Erbfolgekrieg)
    - Herrschaft umstritten (1628–1631)

  - Massa und Carrara
    - Fürst: Carlo I. Cybo-Malaspina (1623–1662)

  - Mirandola
    - Herzog: Alessandro I. Pico (1602–1637) (bis 1619 Fürst)

  - Modena und Reggio
    - Herzog: Alfonso III. d’Este (1628–1629)
    - Herzog: Francesco I. d’Este (1629–1658)

  - Montferrat (1628–1361 Mantuanischer Erbfolgekrieg)
    - Herrschaft umstritten (1628–1631)

  - Neapel (1503–1707/14 zu Aragon bzw. Spanien)
    - König: Philipp IV. von Spanien (1621–1665)
      - Vizekönig: Antonio Álvarez de Toledo y Beaumont, Herzog von Alba (1622–1629)
      - Vizekönig: Fernando Afán de Ribera y Téllez-Girón, Herzog von Alcalá de los Gazules (1629–1631)

  - Parma und Piacenza
    - Herzog: Odoardo I. Farnese (1622–1646)

  - Piombino
    - Fürst: Philipp IV. von Spanien (1628–1634)

  - San Marino
    - Capitani Reggenti: Giuliano Belluzzi und Michel Angelo Busignani (1628–1629)
    - Capitani Reggenti: Marc’Antonio Bonetti und Gian Giacomo Serafini (1629)
    - Capitani Reggenti: Orazio Belluzzi und Federico Gozi (1629–1630)

  - Savoyen
    - Herzog: Karl Emanuel I. (1580–1630)

  - Sizilien (1412–1713 zu Aragon bzw. Spanien)
    - König: Philipp IV. von Spanien (1621–1665)
      - Vizekönig: Francisco III. Fernández de la Cueva, Herzog von Alburquerque (1627–1632)

  - Toskana
    - Großherzog: Ferdinando II. de’ Medici (1621–1670)

  - Urbino
    - Herzog: Francesco Maria II. della Rovere (1574–1631)

  - Venedig
    - Doge: Giovanni I. Corner (1625–1629)

- Khanat der Krim
  - Khan: Canibek Giray (1610–1623, 1628–1635)

- Kurland
  - Herzog: Friedrich Kettler (1595–1616, 1617–1642)

- Malta
  - Großmeister: Antoine de Paule (1623–1636)

- Moldau (unter osmanischer Oberherrschaft)
  - Fürst: Miron Barnovschi-Movilă (1626–1629, 1633)
  - Fürst: Alexandru Coconul (1629–1630) (1623–1627 Woiwode der Walachei)

- Monaco
  - Seigneur: Honoré II. (1604–1662) (ab 1633 Fürst)

- Niederlande (Herrschaft umstritten Achtzigjähriger Krieg)
  - Republik der Sieben Vereinigten Provinzen (bis 1648 formal Bestandteil des Heiligen Römischen Reichs)
    - Friesland
      - Statthalter: Ernst Casimir von Nassau-Diez (1620–1632) (1607–1632 Graf von Nassau-Diez)

    - Groningen und Drenthe
      - Statthalter: Ernst Casimir von Nassau-Diez (1625–1632) (1607–1632 Graf von Nassau-Diez)

    - Holland und Zeeland
      - Statthalter: Friedrich Heinrich von Oranien (1625–1647)

    - Overijssel und Gelderland
      - Statthalter: Friedrich Heinrich von Oranien (1625–1647)

    - Utrecht
      - Statthalter: Friedrich Heinrich von Oranien (1625–1647)

  - Spanische Niederlande (bis 1714/95 formal Bestandteil des Heiligen Römischen Reichs)
    - Statthalterin: Isabella Clara Eugenia von Spanien (1598–1633)

- Osmanisches Reich
  - Sultan: Murad IV. (1623–1640)

- Polen
  - König: Sigismund III. Wasa (1587–1632) (1592–1599 König von Schweden)

- Portugal (1580–1640 Personalunion mit Spanien)
  - König: Philipp III. (1621–1640) (1621–1665 König von Spanien)

- Preußen
  - Herzog: Georg Wilhelm (1619–1640) (1619–1640 Kurfürst von Brandenburg)

- Russland
  - Zar: Michael I. (1613–1645)

- Schweden
  - König: Gustav II. Adolf (1611–1632)

- Siebenbürgen
  - Fürst: Gabriel Bethlen (1613–1629)
  - Fürstin: Katharina von Brandenburg (1629–1630)

- Spanien
  - König: Philipp IV. (1621–1665) (1621–1640 König  von Portugal)

- Ungarn
  - König: Ferdinand II. (1619–1637) (1619–1637 Kaiser, 1617–1619, 1620–1637 König von Böhmen, 1619–1637 Erzherzog von Österreich)

- Walachei (unter osmanischer Oberherrschaft)
  - Woiwode: Alexandru Ilias (1615–1618, 1627–1629)
  - Woiwode: Leon Tomsa (1629–1632)